# Maler von Athen 533

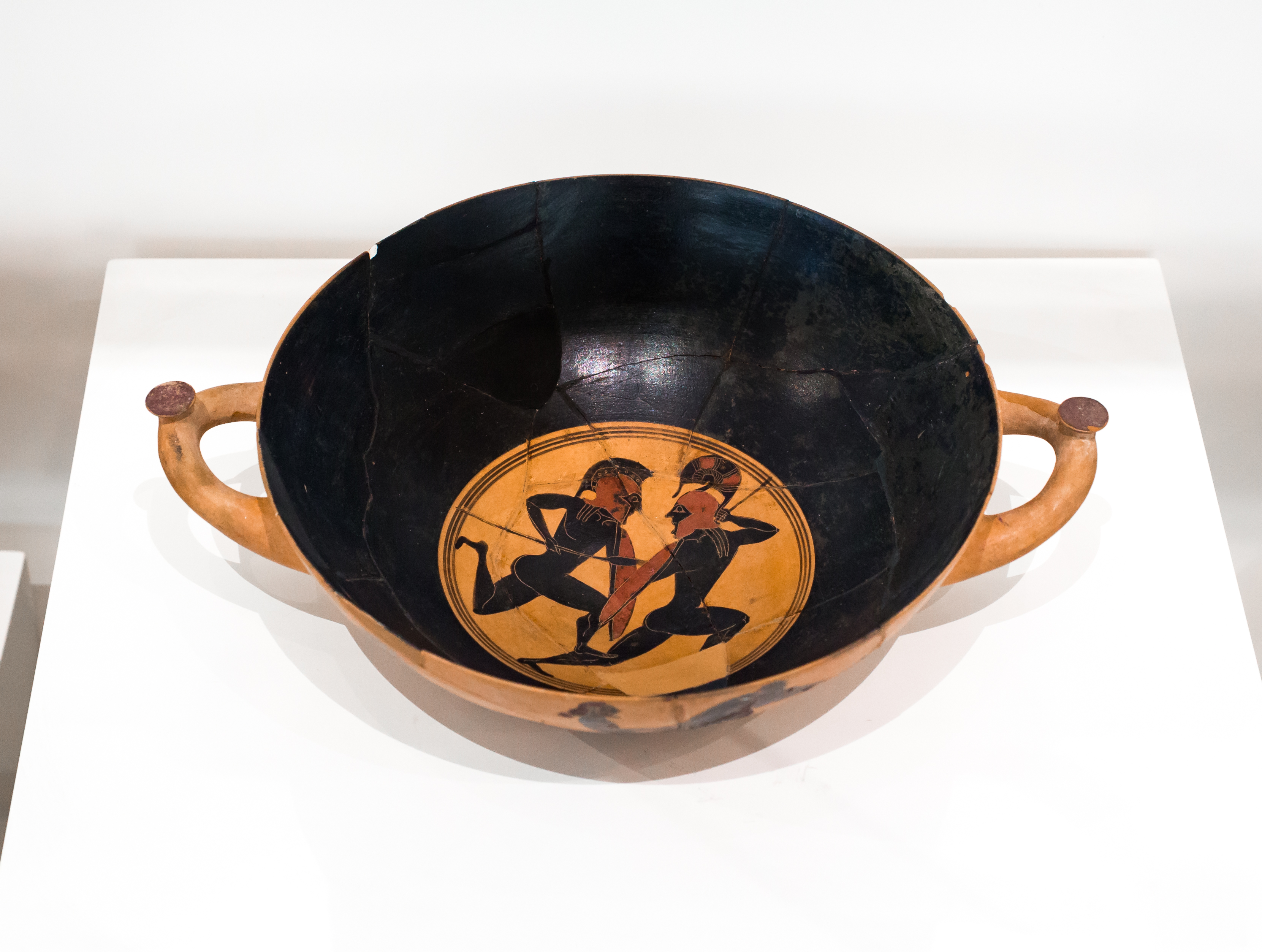
Vom Maler von Athen 533 mit einem Hoplitenkampf im Tondo verzierte Knopfhenkelschale; um 570/560 v. Chr.; Archäologisches Nationalmuseum Athen (14907)

Der Maler von Athen 533 war ein attisch-schwarzfiguriger Vasenmaler. Seine Werke werden etwa in das zweite Viertel des 6. Jahrhunderts v. Chr. datiert.
Der Maler von Athen 533 war ein Vasenmaler, dessen wichtigste Leistung es war, die attischen Komastenschalen der Komasten-Gruppe mit den Einflüssen der ostgriechischen Vasenmalerei zu verbinden. So malte er feine Linien im Inneren des Schalenfußes auf. Er nutzte als einer der ersten Maler die neue Malweise seiner Zeit, mit der er die neue Form der Sianaschalen verzierte. Seine Namenvase, die sich heute in Athen befindet, zeigt ein Tondo (Innenbild), wie es bis dahin in der Anpassung an die figürlichen Vorgaben der Vasenform in der attischen Kunst nur von Lekanen bekannt war. Die Einfassung seines Tondos durch feine Reifendarstellungen übernahm der Künstler wahrscheinlich von unverzierten Vasen. Seine Löwen erinnern an Kreuzungen der für Korinth üblichen Form mit Löwen, wie sie der KX-Maler zeigte. Vor allem seine Darstellungsweise der Henkelpalmetten nimmt spätere Dekorationsformen der Sianaschalen und der Kleinmeister-Schalen voraus. Möglicherweise war der Maler von Athen 533 der Erfinder der Knopfhenkelschalen, von denen er unter anderem ein fußloses Exemplar bemalte.